# François Tanguy-Prigent

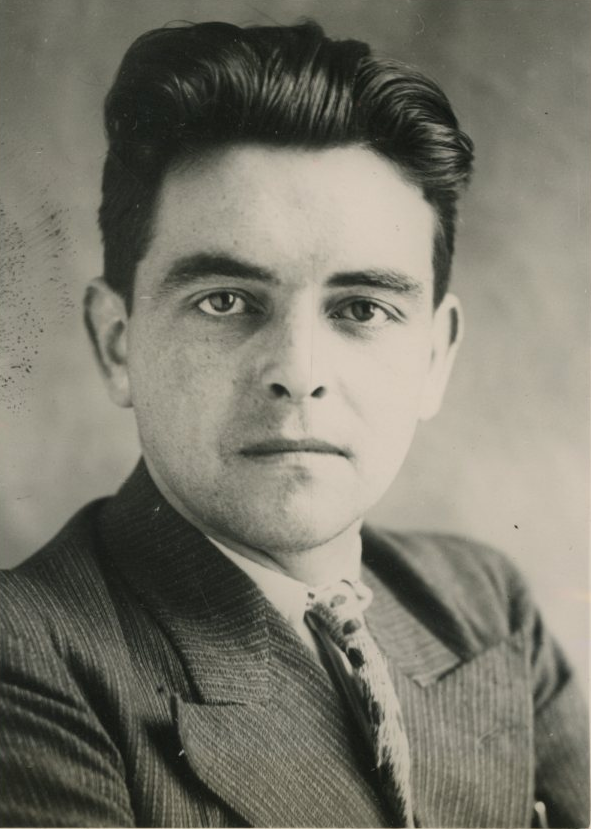
François Tanguy-Prigent omstreeks 1936

François Tanguy-Prigent (Saint-Jean-du-Doigt, 11 oktober 1909 - Morlaix, 20 januari 1970), was een Frans socialistisch politicus. 

## Biografie
François Tanguy-Prigent was een kleine landbouwer en voorzitter van de Fédération Paysanne (Boerenbond) in zijn geboortedepartement. Op 16-jarige leeftijd sloot hij zich aan bij de socialistische Section Française de l'Internationale Ouvrière (SFIO, Franse Sectie van de Arbeiders Internationale) en vanaf zijn 18de jaar schreef hij politieke artikelen. In 1934 won hij de kantonnale verkiezingen, maar omdat hij nog niet de vereiste leeftijd van 25 jaar had bereikt, werd hij gepasseerd.
François Tanguy-Prigent werd bij de parlementsverkiezingen van mei 1936 voor het departement Finistère in de Kamer van Afgevaardigden (Chambre des Députés) gekozen. Hij was met 36 jaar het jongste lid van het Volksfront (Front Populaire) in de Kamer van Afgevaardigden.

## Verzetsstrijder
François Tanguy-Prigent stemde, na de Franse nederlaag tegen nazi-Duitsland, als een van de 80 parlementariërs, tegen het verlenen van volmachten aan maarschalk Philippe Pétain (10 juli 1940). Hierna dook hij onder, omdat de Gestapo hem wilde arresteren.
Tijdens de Duitse bezetting van Frankrijk nam Tanguy-Prigent deel aan het verzet. Hij richtte de illegale boerenvakbond Confédération Générale de l'Agriculture (CGA, Algemene Confederatie van Boeren) op (1943). Nadien trad hij toe tot de verzetsgroep Libération-Nord, onderdeel van de Conseil National de Résistance (CNR, Nationale Raad van de Bevrijding). Hij was ook leider van Résistance Paysanne (Boerenverzet).

## Naoorlogse carrière
In 1944, na de Bevrijding van Frankrijk was Tanguy-Prigent minister van Landbouw, wat hij, met enkele korte onderbrekingen, tot 1947 bleef. Op 12 oktober 1944 schafte hij de door de Vichy-regering ingestelde Corporation Paysanne (Boerencorporatie), een corporatistische organisatie af. Als minister voerde hij wetten in die de pachters en kleine boeren moesten beschermen tegen grote landeigenaars. Van 1945 tot 1946 was hij lid van de Nationale Grondwetgevende Vergadering (Assemblée Nationale Constituante) en van 1945 tot 1958 vertegenwoordigde hij het departement Finistère in de Franse Nationale Vergadering (Assemblée Nationale). 
Van 1 februari 1956 tot 13 juni 1957 was hij minister van Veteranen en Oorlogsslachtoffers in het kabinet onder premier Guy Mollet (SFIO).
Toen generaal Charles de Gaulle in juni 1958 weer aan de macht kwam, verzette hij zich tegen diens terugkeer. 
In oktober 1959 verliet Tanguy-Prigent SFIO en sloot zich aan bij de Parti Socialiste Autonome (PSA, Autonome Socialistische Partij). Later ging de PSA op in de Parti Socialiste Unifié (PSU, Verenigde Socialistische Partij) en werd Tanguy-Prigent lid van deze partij. De PSU was een kleine socialistische partij die gesteund werd door intellectuelen. Van 1962 tot zijn dood in 1970 zat hij voor de PSU in de Franse Nationale Vergadering. 
Hij overleed op 60-jarige leeftijd, op 20 januari 1970 te Morlaix.

## Ministersposten
- Minister van Landbouw (10 september 1944 - 16 december 1946, 22 januari - 22 oktober 1947)
- Minister van Veteranen en Oorlogsslachtoffers (1 februari 1956 - 13 juni 1957)